# Phymosia floribunda
Phymosia floribunda là một loài thực vật có hoa trong họ Cẩm quỳ. Loài này được (Schltdl.) Fryxell miêu tả khoa học đầu tiên năm 1971.